# Sing (canción de My Chemical Romance)
«SING» es una canción de la banda estadounidense de rock My Chemical Romance publicada el 3 de noviembre de 2010. Es la cuarta pista y segundo sencillo de su álbum Danger days: the true lives of the Fabulous Killjoys, publicado el mismo año.

## Lanzamiento y contenido
El 3 de noviembre de 2010 la canción debutó en BBC Radio 1 y posteriormente en el MySpace de la banda, así como en otras estaciones de radio. La canción fue publicada en iTunes el mismo día.
Wendy Rollins de Radio 104.5 de Filadelfia comentó que tiene un «sonido sorprendentemente diferente a las canciones anteriores de MCR». El guitarrista de la banda Ray Toro comentó lo siguiente: «“SING” es una canción importantísima para el álbum. [...] Creo que fue la primera canción del disco en que compusimos única y prácticamente como fans de la música. Simplemente se eliminó por completo cualquier sentido de género, cualquier sentido de lo que la banda era; la canción fue escrita de una manera pura desde el corazón. [...] Básicamente el mensaje en esta canción es que uses tu voz, sea lo que sea que eso signifique: ya seas un artista, un pintor, un profesor... [Se trata de que] estés haciendo algo que ames y haciendo una diferencia». El vocalista Gerard Way ha dicho: «No es una canción que diga “abandona el colegio, consume drogas, jode a tus padres...”, no dice nada como eso. Es en realidad muy subversiva y creo que lo que hicimos con la canción fue muy inteligente. El estribillo de la canción alienta el apoderamiento por parte del oyente. El puente de la canción, especialmente, contiene mucho enojo, hay contenido realmente subversivo ahí: no se trata de angustia o algo así, se trata de qué le está pasando a Estados Unidos, qué le está pasando al mundo. Estamos convirtiéndonos en algo muy limpio y por eso perdemos arte, perdemos individualidad, perdemos todas esas cosas».

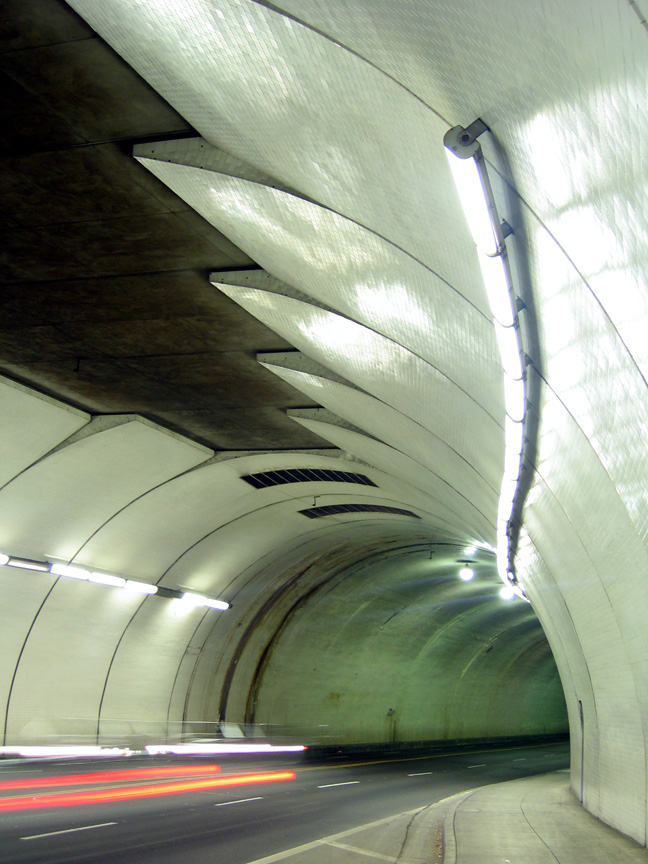
El video musical de la canción comienza con algunas tomas hechas en el túnel 2nd Street Tunnel, en el centro de Los Ángeles.

## Videoclip
El videoclip fue dirigido por Gerard Way y Paul R. Brown, y es la secuela del video Na na na (na na na na na na na na na). El 3 de noviembre, un tráiler del video se estrenó en la página web de la banda y el video completo se estrenó el 18 de noviembre en VH1.com y MTV.com. El videoclip posee una estética más oscura respecto del de «Na na na». En él, los Killjoys se adentran en Battery City y logran irrumpir en un edificio de la corporación Better Living Industries, con el objetivo de recuperar a la pequeña niña que les fue secuestrada en la primera parte. La niña logra salvarse con la ayuda del personaje Dr. Death Defying, pero los Killjoys son muertos.
MTV.com sostiene que «no hay mucha diversión por tener aquí pero, como es en el caso de la mayoría de las grandes segundas partes (El Imperio contraataca, por ejemplo), los buenos momentos en realidad no son la meta»; el sitio web comenta, además, que la sensación general del video es la de un tributo al líder de la banda Gerard Way. En este clip aparecen menos referencias a la cultura popular, aunque sí se encuentran unas a Star wars y al personaje Snake Plissken de las películas Escape from New York y Escape from L.A.; además, la primera escena del video se filmó en el túnel 2nd Street Tunnel de Los Ángeles, que es el mismo que aparece en la película Blade runner. En marzo de 2011 la banda publicó en su canal de YouTube una segunda edición del videoclip, que incluye algunas nuevas tomas y sonidos que acompañan la acción.

## Lista de canciones
Versión 1 (CD promocional)

| N.º | Título                | Duración |  |
| 1.  | «SING» (radio)        | 4:07     |  |
| 2.  | «SING» (instrumental) | 4:30     |  |

Versión 2 (descarga digital)

| N.º | Título | Duración |  |
| 1.  | «SING» | 4:30     |  |

Versión 3 (edición de lujo exclusiva de iTunes)

| N.º | Título | Duración |  |
| 1.  | «SING» | 4:30     |  |
| 2.  | «SING» (tráiler) | 1:12     |  |
| 3.  | «SING» (video de música)                                                                                                | 4:56     |  |
| 4.  | «Helena» (en vivo desde el Palacio de los Deportes en Ciudad de México el 7 de octubre de 2007)                         | 4:51     |  |
| 5.  | «The ghost of you» (en vivo desde la sesión en BBC Radio 1 en Maida Vale Studios en Londres el 11 de noviembre de 2010) | 4:57     |  |

Versión 4 (#SINGItForJapan)

| N.º | Título            | Duración |  |
| 1.  | «#SINGItForJapan» | 3:47     |  |

## Listas musicales
| Lista (2010-11)                          | Peak position |
| ---------------------------------------- | ------------- |
| Australia (ARIA)                         | 43            |
| Canadá (Canadian Hot 100)                | 57            |
| Portugal (AFP)                           | 28            |
| UK Singles (The Official Charts Company) | 50            |
| UK Rock (The Official Charts Company)    | 1             |
| US Billboard Hot 100                     | 58            |
| US Alternative Songs (Billboard)         | 2             |
| US Rock Songs (Billboard)                | 4             |
| US Pop Songs (Billboard)                 | 24            |
| US Adult Pop Songs (Billboard)           | 14            |
| US Radio Songs (Billboard)               | 67            |
| US Adult Contemporary (Billboard)        | 40            |

## Otras versiones

### #SINGItForJapan
«SING» se volvió a grabar en una segunda versión, de título «#SINGItForJapan», creada para ayudar a los afectados por el terremoto y el tsunami ocurridos en Japón el 11 de marzo de 2011.

### Versión de «Glee»
En 2011, una versión de «SING» se grabó para la serie de televisión Glee, y es interpretada por sus personajes en el capítulo «Comeback», el decimotercero de la segunda temporada.